# Деревенька Кузнечиха
Деревенька Кузнечиха — деревня в Харовском районе Вологодской области на реке Вондожь.
Входит в состав Шапшинского сельского поселения, с точки зрения административно-территориального деления — в Шапшинский сельсовет.
Расстояние по автодороге до районного центра Харовска — 35 км, до центра муниципального образования Шапши — 1 км. Ближайшие населённые пункты — Шапша, Паньковская, Ципошевская.
По переписи 2002 года население — 3 человека.